# Oligodon inornatus
Oligodon inornatus là một loài rắn trong họ Rắn nước. Loài này được Boulenger mô tả khoa học đầu tiên năm 1914.